# Rodolphe William Seeldrayers
Rodolphe William Seeldrayers (ur. 16 grudnia 1876, zm. 7 października 1955) – belgijski działacz sportowy, zajmujący się piłką nożną i lekkoatletyką, przewodniczący FIFA.
Z zawodu prawnik, prowadził praktykę adwokacką. W 1895 był współzałożycielem i autorem statutu belgijskiej federacji piłkarskiej; od 1914 związany z federacją światową FIFA. W 1927 został wiceprzewodniczącym FIFA, od 21 czerwca 1954 do końca życia był czwartym przewodniczącym FIFA. Od 1946 był także członkiem MKOl.